# Facultad de Ciencias Físicas y Matemáticas de la Universidad de Concepción
La Facultad de Ciencias Físicas y Matemáticas es una de las 16 facultades de la Universidad de Concepción. 
Se encuentra ubicada en la Ciudad Universitaria de Concepción, frente a la Laguna Los Patos. En su infraestructura cuenta con 10 laboratorios y un observatorio propio. Si bien la Facultad fue creada en 1992, sus orígenes se remontan a la década de 1960.

## Historia

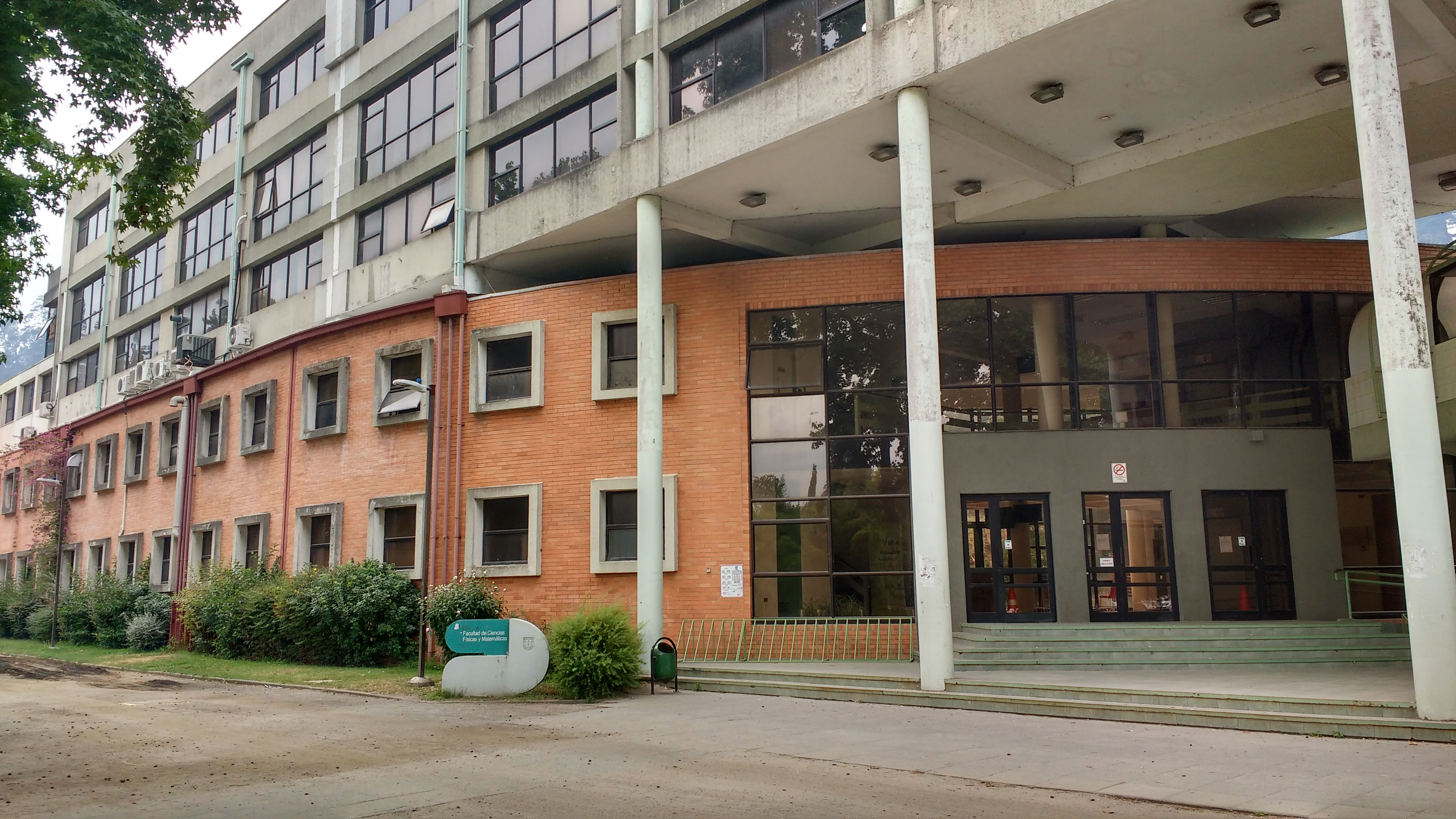
Vista frontal de la Facultad de Ciencias Físicas y Matemáticas de la U. de Concepción.

Los orígenes de la facultad se dan con la creación del Instituto Central de Física y el Instituto Central de Matemáticas en 1962, dos instituciones separadas creadas bajo el rectorado de David Stitchkin.
En 1992 la Facultad de Ciencias de la universidad se separa en la Facultad de Ciencias Químicas de la Universidad de Concepción y la Facultad de Ciencias Físicas y Matemáticas, naciendo la facultad actual.

## Departamentos
- Departamento de Astronomía .Departamento de Astronomía.
- Departamento de Estadística.
- Departamento de Física.
- Departamento de Geofísica.

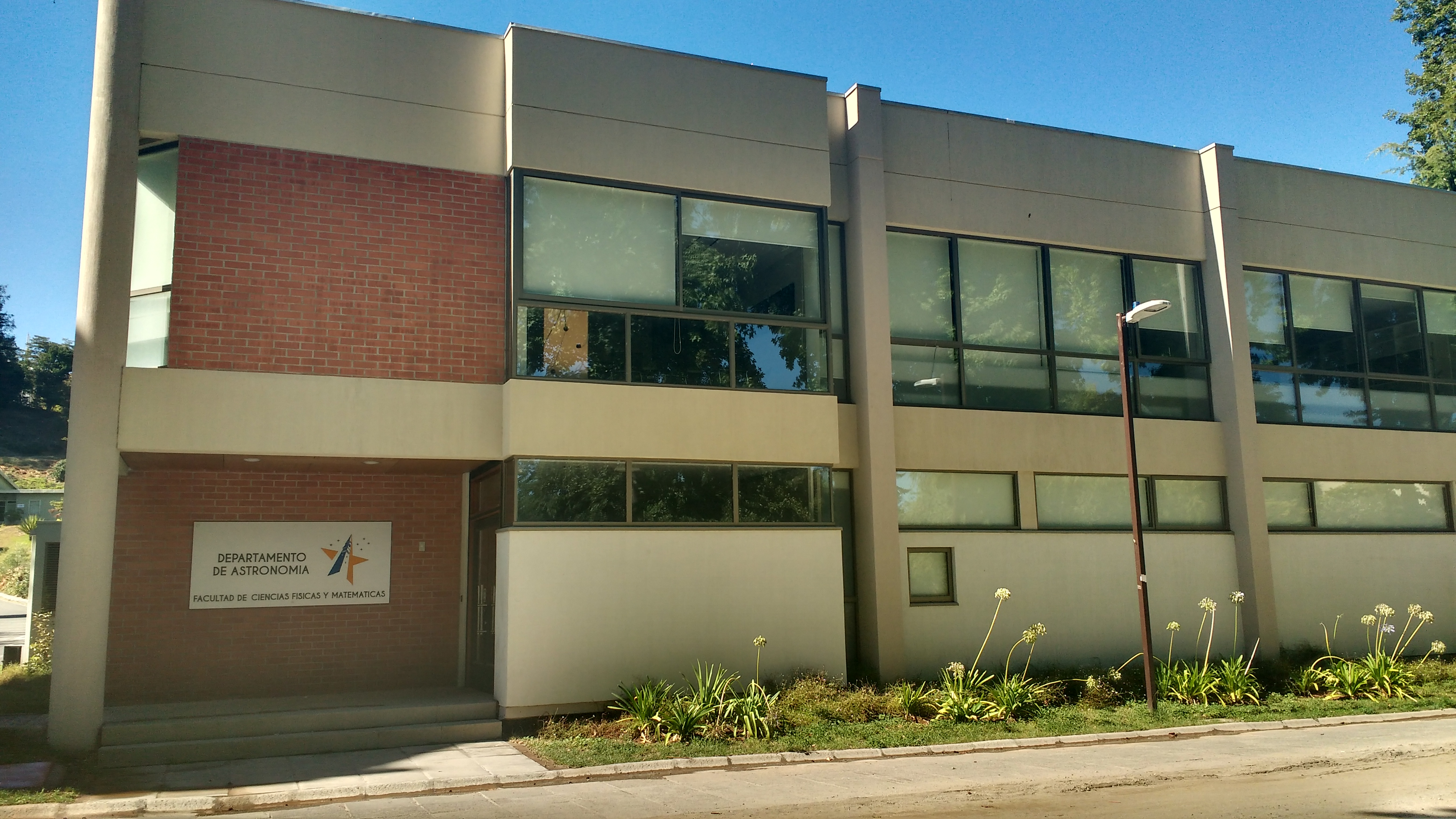
Departamento de Astronomía.

- Departamento de Ingeniería matemática.
- Departamento de Matemática.